# Dyschiriognatha montana
Dyschiriognatha montana là một loài nhện trong họ Tetragnathidae.
Loài này thuộc chi Dyschiriognatha. Dyschiriognatha montana được Eugène Simon miêu tả năm 1897.